# Condado de Seminole (Florida)

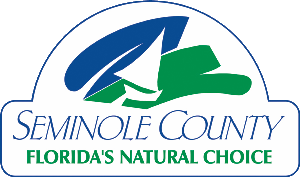
Sello de armas del Condado de Seminole

El condado de Seminole es un condado ubicado en el estado estadounidense de Florida. Está ubicado en la parte central de Florida, entre Orlando al sur y DeLand/Daytona Beach al norte. En 2000 su población era de 365 196 habitantes. Su capital es Sanford.

## Historia
El condado de Seminole fue creado el 25 de abril de 1913 a partir de partes del condado de Orange. Su nombre proviene del pueblo amerindio semínola. 

## Gobierno
En 1989 se aprobó la constitución del estado, que fue modificada en 1994. Los comisionados del condado son los encargados de la legislación local. Son cinco miembros elegidos cada cuatro años. 

## Geografía
El condado de Seminole está ubicado entre los condados de Volusia y Orange, lo que lo convierte en una zona de rápido crecimiento en Florida. El Distrito Metropolitano de Orlando incluye Seminole, Osceola y los condados adyacentes de Lago y Orange.

## Demografía
Según el censo de 2000, el condado cuenta con 365 196 habitantes, 139 572 hogares y 97 281 familias residentes. EL Census Bureau estima que en 2003 la población alcanzó los 394 878 habitantes. La densidad de población es de 458 hab/km² (1.185 hab/mi²). Hay 147.079 unidades habitacionales con una densidad media de 184 u.a./km² (477 u.a./mi²). La composición racial de la población del condado es: 82,41% blanca, 9,52% afroamericana o negra, 0,30% nativa americana, 2,50% asiática, 0,04% isleños del Pacífico, 3,06% de otros orígenes y 2,18% de dos o más razas. El 11,15% de la población es de origen hispano o latino, al margen de su raza.
De los 139 572 hogares, en el 33,90% viven menores de edad, un 54,30% están formados por parejas casadas que viven juntas, un 11,50% son llevados por una mujer sin esposo presente y 30,30% no son familias. El 22,90% de todos los hogares están formados por una sola persona y el 6,60% incluyen a una persona de más de 65 años. El promedio de habitantes por hogar es de 2,59 y el tamaño medio de las familias es de 3,07 personas. Según cifras del Departamento de Educación, en 2003 había aproximadamente 72.630 escolares en el condado.
El 25,40% de la población tiene menos de 18 años, el 8,40% tiene entre 18 y 24 años, el 32,00% tiene entre 25 y 44 años, el 23,60% tiene entre 45 y 64 años y el 10,60% tiene más de 65 años de edad. La edad media son 36 años. Por cada 100 mujeres hay 95,90 hombres y por cada 100 mujeres de más de 18 años hay 92,90 hombres.
La renta media de un hogar del condado es de $49 326, y la renta media de una familia es de $56. 895. Los hombres ganan en promedio $40 001 contra $28 217 para las mujeres. La renta per cápita es de $24 591. El 7,40% de la población y el 5,10% de las familias tienen rentas inferiores al umbral de la pobreza. De la población bajo el umbral de la pobreza, el 8,60% son menores de 18 y el 6,60% son mayores de 65 años.

## Ciudades y pueblos

### Municipios
- Ciudad de Altamonte Springs
- Ciudad de Casselberry
- Ciudad de Lake Mary
- Ciudad de Longwood
- Ciudad de Oviedo
- Ciudad de Sanford
- Ciudad de Winter Springs

#### Distritos y vecindarios
- Forest City (parcialmente dentro de la Ciudad de Altamonte Springs)
- Heathrow (parcialmente dentro de la Ciudad de Lake Mary)

### No incorporadas
- Chuluota
- Fern Park
- Geneva
- Midway
- Wekiwa Springs